# The Price of Love
Singles de Status Quo
Are You Growing Tired of My Love
(1969) Down the Dustpipe
(1970)
The Price of Love est une reprise des Everly Brothers que le groupe anglais Status Quo sorti en single.

## Historique
Il parut le 26 septembre 1969 sur le label Pye Records et fut produit par John Schroeder.
Ce single sortira le même jour que le deuxième album du groupe, Spare Parts, mais n'y figurera pas. On peut noter que c'est la première apparition sur un titre de Status Quo de Robert Young à l'harmonica. 
Il n'entra pas dans les charts. 
On pourra retrouver ce titre sur la compilation The Golden Hour of Status Quo parue en 1975.

## Liste des titres
- Face A: The Price of Love (Don Everly / Phil Everly) - 3:40
- Face B: Little Miss Nothing (Francis Rossi / Rick Parfitt) - 2:58

## Musiciens
- Francis Rossi : chant, guitare solo
- Rick Parfitt : guitare rythmique, chœurs.
- Alan Lancaster : basse.
- John Coghlan : batterie, percussions.
- Roy Lynes : orgue.
- Robert Young: harmonica